# Álcool 4-hidroxibenzílico
Álcool 4-hidroxibenzílico é o composto orgânico com a fórmula C7H8O2,fórmula linear HOC6H4CH2OH e massa molecular 124,14. É classificado com o número CAS 623-05-2, número EC 210-768-0, número MDL MFCD00004658, PubChem Substance ID 24901962, número de registro Beilstein 1858967, número FEMA 3987, Flavis number 2.165 e CBNumber CB3224331. Apresenta ponto de fusão 114-122 °C, ponto de ebulição 251-253°C e ponto de fulgor 251-253°C.